# Tjačiv
Tjačiv (Ucraino: Тячів) è una città dell'Ucraina occidentale posta lungo il fiume Tibisco. 
Tjačiv ha una popolazione di 8 807 abitanti, ed è situata nel distretto di Tjačiv, nell'oblast' della Transcarpazia. Ospita l'amministrazione del distretto di Tjačiv e della comunità territoriale di Tjačiv, una delle comunità territoriali dell'Ucraina.
Esistono diversi nomi alternativi usati per questa città: ruteno: Тячево, tedesco: Groß-Teutschenau, ungherese: Técső, rumeno: Teceu Mare, slovacco: Tačovo (storico), Ťačiv (moderno), russo: Тячев (Tjačev).

## Clima
Il clima di Tjačiv è un sottotipo estivo mite / freddo (Köppen: Dfb) del clima continentale umido.

## Storia

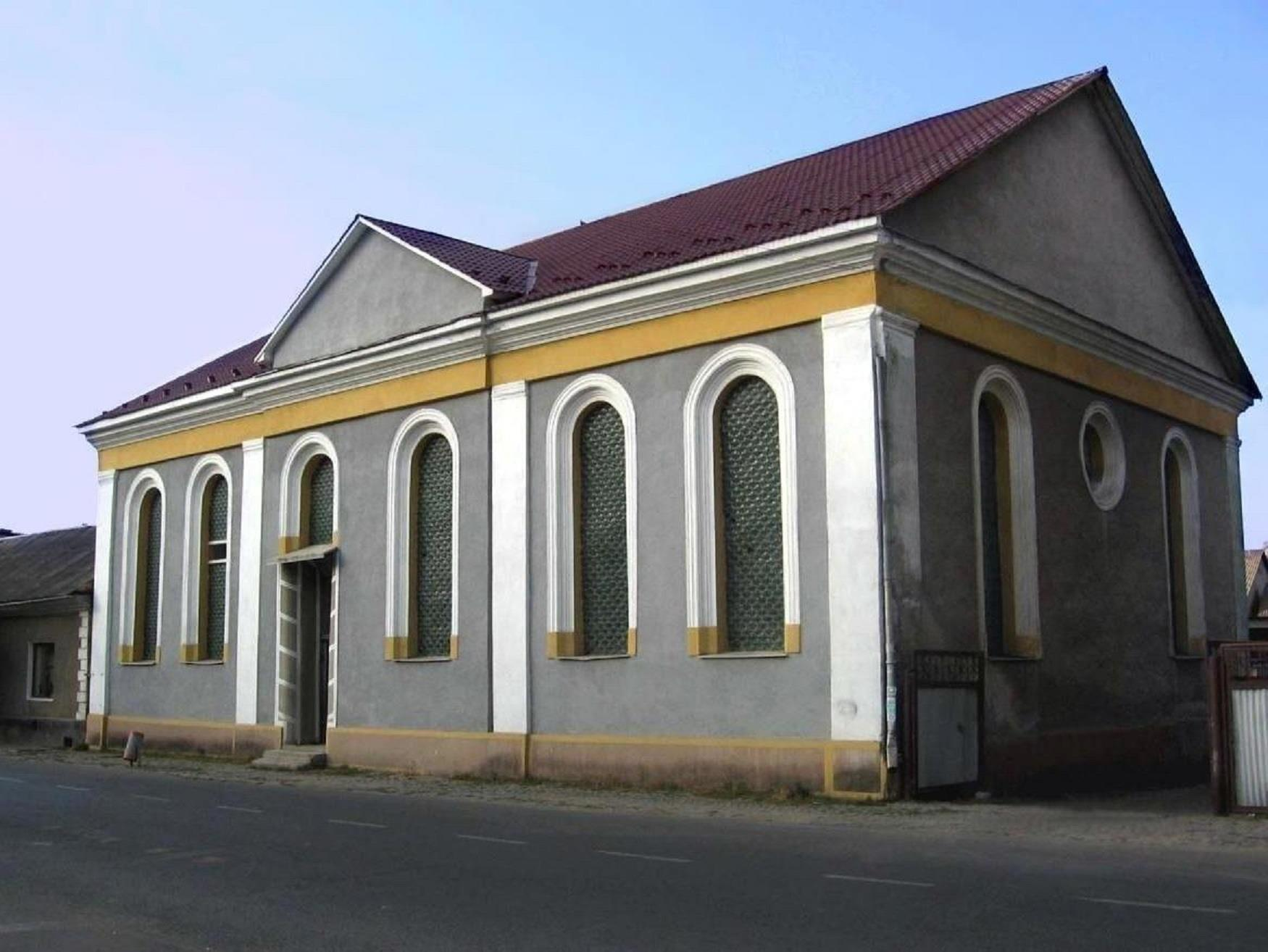
Ex sinagoga di Tjačiv

Nell'anno 1211 la città fu menzionata per la prima volta come Tecu. Più tardi, nel 1333 come Thecho, nel 1334 Teucev, nel 1335 Theuchev.
La città fu fondata da coloni sassoni e ungheresi nella seconda metà del XIII secolo. Fino al 1920, come parte della Contea di Máramaros, faceva parte del Regno di Ungheria, per passare poi alla Cecoslovacchia nel 1918 e all'Ucraina sovietica nel 1945.
Simon Hollósy, pittore ungherese e insegnante di spicco, membro dell'influente colonia di artisti di Baia Mare (Nagybánya), fondata nel 1896, visse e insegnò qui durante l'estate a partire dal 1902, e morì qui nel 1918.

## Società

### Evoluzione demografica
Nel 2001, la popolazione della regione di Tjačiv comprendeva principalmente ucraini (83,2%), seguiti dagli ungheresi (12,2%). C'erano il 2,9% di rumeni e l'1,0% di russi. Le persone rimanenti costituivano lo 0,5% della popolazione.
Censimento del 2001:
- Ucraini (83,2%)
- Ungheresi (12,4%)
- Rumeni (2,9%)
- Russi (1,0%)
- Altro (0,5%)

## Amministrazione

### Gemellaggi
Tjačiv è gemellata con:
- Buča, Ucraina
- Nagykálló, Ungheria
- Jászberény, Ungheria
- Kazincbarcika, Ungheria
- Vác, Ungheria
- Negrești-Oaș, Romania
- Bardejov, Slovacchia